# Mary Blair
Mary Blair (McAlester (Oklahoma), 21 oktober 1911 – Soquel (Californië), 26 juli 1978) was een Amerikaanse kunstenares. Ze is vooral bekend geworden door haar werk voor Walt Disney Productions. Zij werkte onder andere mee als ontwerper aan films als Alice in Wonderland, Peter Pan, Dombo en Assepoester. Ook illustreerde ze enkele deeltjes van de gouden boekjes-reeks, die ook in Nederland werden uitgegeven. Belangrijkste kenmerk van het werk van Blair was het opvallend vrolijke kleurgebruik.

## Biografie
Ze werd geboren als Mary Browne Robinson en was de dochter van de boekhouder John Donovan Robinson en de naaister Varda Morton Valliant. Mary groeide op in een gezin met een tweelingzus en een oudere zus. Het gezin had te kampen met armoede en verhuisde meerdere malen voordat het neerstreek in Morgan Hill, Californië.
Mary Blair studeerde aan het The Chouinard Art Institute in Los Angeles begin jaren 1930. In 1933 ging ze werken voor de animatieafdeling van Metro-Goldwyn-Mayer. Ze begon met werken voor de The Walt Disney Company in 1940 en nam samen met haar echtgenoot Lee Blair in 1941 deel aan de Zuid-Amerikaanse rondreis van Walt Disney. Deze reis inspireerde haar tekeningen voor de films Saludos Amigos (1942) en De Drie Caballeros (1944). Vervolgens werkte Blair ook mee aan films als Melodie van het zuiden, De Avonturen van Ichabod en meneer Pad, Assepoester, Alice in Wonderland en Peter Pan.
In 1953 verliet Blair Disney om voor haar gezin te gaan zorgen en begon ze met het illustreren van kinderboeken. Zo vervaardigden ze de illustraties van de Little Golden Books. In 1963 wist Walt Disney haar te overtuigen om mee te werken aan het aandeel van Disney aan het Wereldtentoonstelling van 1964. Haar werk voor dit project zou het laatste zijn wat ze voor Disney zou doen. De attractie van It's a small world bleek een groot succes te zijn bij de Wereldtentoonstelling en zou later in meerdere Disneyparken worden gebouwd.
Eind jaren zestig verhuisde Blair naar Soquel waar ze bleef illustreren en ontwerpen. Ze overleed in 1978 aan een hersenbloeding. Na haar dood kreeg ze diverse eerbewijzen, zo werd ze opgenomen in de Disney Legends in 1991 en vijf jaar later verkreeg ze de Winsor McCay Award.

## Stijl

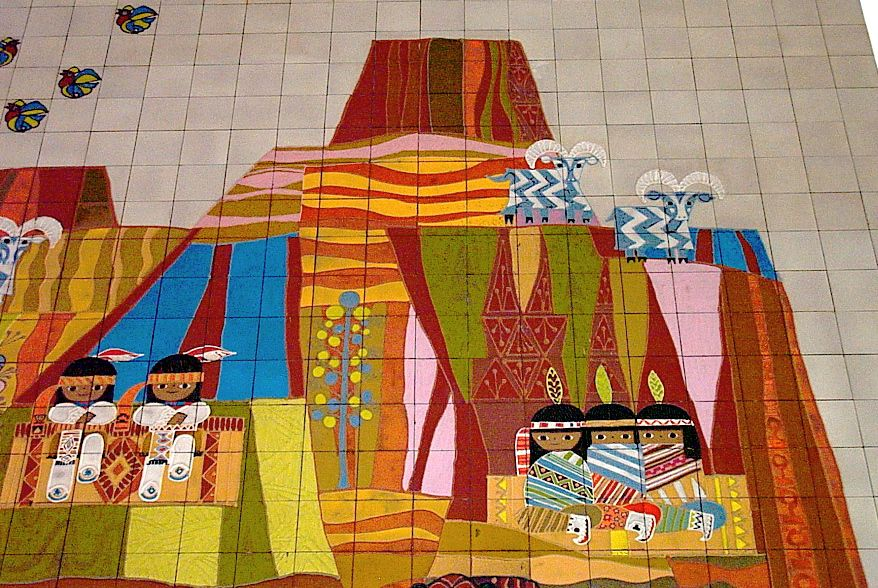
Mozaïek ontworpen door Mary Blair in het Contemporary Resort, Disney.

De tekenstijl van Blair werd gewaardeerd omdat ze op een lichtvoetige manier moderne kunst naar de animaties van Walt Disney-studio bracht. In haar werk zijn onder meer invloeden van het kubisme te zien.

## Tentoonstellingen
- 2009: "The Colors of Mary Blair", Nationaal museum voor moderne kunst (Tokio)
- 2014: "Magic, Color, Flair: The World of Mary Blair", Walt Disney Family Museum (San Francisco)

## Trivia
- Google vierde Blairs honderdste geboortedag in 2011 door op die dag het logo op de startpagina op te bouwen uit enkele door Blair gecreëerde afbeeldingen.